# Brandon Sartiaguín
Brandon Guadalupe Sartiaguín Godoy (ur. 21 lutego 2000 w San Blas) – meksykański piłkarz występujący na pozycji środkowego obrońcy, od 2024 roku zawodnik Tigres Álica.